# Горчиньская, Мария
Мария Горчиньская (пол. Maria Gorczyńska) — польская актриса театра и кино.

## Биография
Мария Горчиньская родилась 27 января 1899 в Люблине. Дебютировала в театре в 1922. Приняла участие в Варшавском восстании 1944 года. Актриса театров в Варшаве. Умерла 23 июня 1959 года в Варшаве, похоронена на варшавском кладбище Старые Повонзки.

## Избранная фильмография
- 1924 — О чём не говорят / O czem się nie mówi — Мания
- 1925 — Ивонка / Iwonka — Пракседа
- 1926 — Прокажённая / Trędowata — Рита
- 1927 — Могила неизвестного солдата / Mogiła nieznanego żołnierza — княгиня Турханова
- 1927 — Земля обетованная / Ziemia obiecana — Люси Цукер, жена фабриканта
- 1928 — Канун весны / Przedwiośnie — Лаура Костенецкая
- 1928 — Тайна древнего рода / Tajemnica starego rodu — графиня Верновичова
- 1929 — Изо дня в день / Z dnia na dzień — Катя
- 1934 — Чем мой муж занят ночью? / Co mój mąż robi w nocy? — Стефа Тарская, жена Романа
- 1934 — Певец Варшавы / Pieśniarz Warszawy — актриса ревю
- 1938 — Мои родители разводятся / Moi rodzice rozwodzą się — Ада Налэнч
- 1938 — Вторая молодость / Druga młodość— Ирена Мохорт
- 1938 — Последняя бригада / Ostatnia Brygada — Лена
- 1952 — Юность Шопена / Młodość Chopina — мать Шопена